# Alex (ur. 1977)
Alex, właśc. Alexsandro de Souza (ur. 14 września 1977 w Kurytybie) – brazylijski piłkarz grający na pozycji ofensywnego pomocnika.
Alex do Fenerbahçe dołączył w 2004 roku. Był kapitanem tureckiego zespołu i jednym z jego najważniejszych graczy.
W reprezentacji Brazylii piłkarz grał w latach 1998–2005. W tym czasie wystąpił w 48 meczach w których zdobył 12 goli. Wraz z drużyną Canarinhos uczestniczył na Copa América 1999, Copa América 2001 i Copa América 2004.